# Exécution de Charles Ier d'Angleterre
L'Exécution de Charles Ier d'Angleterre ou Exécution de Charles Ier sur la place de Whitehall est un tableau du peintre flamand Gonzales Coques réalisé vers 1650 et conservé au Musée de Picardie à Amiens.

## Historique
Ce tableau représente un événement historique tragique de l'histoire de l'Angleterre : l'exécution du roi Charles  Ier, le 30 janvier 1649, après sa condamnation à mort par le Parlement anglais. Cette œuvre est entrée dans les collections du musée de Picardie, en 1894, grâce à un don des frères Lavallard.

## Caractéristiques
L'exécution du roi est montrée en arrière-plan, le corps du monarque gît encore sur le billot tandis que le bourreau montre sa tête à l'assistance. Au fond, des spectateurs contemplent la scène aux fenêtres, alors que la foule entoure l'échafaud. On voit des piques émerger au dessus des têtes, des cavaliers au premier plan dominent. Devant eux une mère fait un signe de la main en regardant la scène, deux enfants à ses côtés. À l'extrême gauche, un personnage vêtu de noir, sans doute Cromwell, tourne le dos aux personnages.